# Xã Columbus City, Quận Louisa, Iowa
Xã Columbus City (tiếng Anh: Columbus City Township) là một xã thuộc quận Louisa, tiểu bang Iowa, Hoa Kỳ. Năm 2010, dân số của xã này là 2.960 người.